# ماري فان كليك
كانت ماري آبي فان كليك (26 يونيو 1883 – 8 يونيو 1972) عالمة اجتماع أمريكية برزت في القرن العشرين. وكانت شخصية رائدة في الحركة العمالية الأمريكية ومن دعاة الإدارة العلمية والاقتصاد المخطط.
مكثت فان كليك، وهي أمريكية من أصل هولندي، في نيويورك طوال حياتها، باستثناء فترة دراستها الجامعية بكلية سميث في ماساتشوستس. وبدأت حياتها المهنية ضمن حركة الاستيطان، فتقصت حول عمل المرأة في مدينة نيويورك. وبرزت فان كليك في مؤسسة راسل سيج بكونها مديرةً لقسم الدراسات الصناعية، الذي كانت على رأسه لأكثر من 30 عامًا، بدءًا من عام 1916. وخلال الحرب العالمية الأولى، عينها الرئيس الأمريكي وودرو ويلسون لتقود عملية إعداد المعايير اللازمة لمقرات عمل النساء اللاتي يلتحقن بالقوة العاملة، لتصبح أول امرأة تُعين في منصب ذي سلطة في الحكومة الفيدرالية الأمريكية خلال الحرب.
وقادت بعد الحرب جهود تأسيس وكالة فيدرالية للدفاع عن المرأة في سوق العمل (مكتب المرأة)، لتعود بعدها إلى مؤسسة سيج وتواصل بحثها المقرر في قضايا العمل. وبحلول ثلاثينيات القرن العشرين، باتت فان كليك اشتراكية، بحجة أن التخطيط المركزي للاقتصاديات هو الطريقة الأكثر فاعلية لحماية حقوق العمال. وخلال فترة الكساد الكبير، أصبحت ناقدة يسارية بارزة للصفقة الجديدة والرأسمالية الأمريكية، فدعت إلى أجندة راديكالية تخص المصلحين الاجتماعيين والعمال. وبعد استقالتها من مؤسسة سيج في عام 1948، ترشحت فان كليك لعضوية مجلس الشيوخ عن ولاية نيويورك بصفتها عضو في حزب العمال الأمريكي، لكنها خسرت الانتخابات وحولت تركيزها إلى أنشطة السلام ونزع السلاح النووي. وبكونها مؤيدة قديمة للاقتصاديات المخططة، أصبحت نصيرة للصداقة السوفيتية الأمريكية، مما أدى إلى إثارة قلق الحركة المناهضة للشيوعية التي تتسم بالنفوذ. توفيت فان كليك عام 1972 عن عمر يناهز 88.

## بدايات مسيرتها المهنية
بعد عام من تخرجها في كلية سميث بشهادة بكالوريوس في الآداب، تلقت فان كليك زمالة مشتركة للدراسات العليا من جامعة الرابطة الاستيطانية وكلية سميث لاتحاد الخريجين، مما مكنها من إجراء أبحاثها في مدينة نيويورك. وكجزء من هذا العمل، أجرت فان كليك تحقيقات حول تطبيق القانون الذي ينظم ساعات العمل الأسبوعية (اقتصرت على 60 ساعة آنذاك، رغم تجاهل أصحاب العمل لهذا البند في كثير من الأحيان).
عملت أيضًا في لجنة عمالة الأطفال في نيويورك ورابطة المستهلكين. وتجسدت بداية بحثها حول المرأة في مجال الصناعة وعمالة الأطفال، بعملها مع جامعة الرابطة الاستيطانية، إلى جانب دورها في منصب الأمانة العمالية لمكتب الاتحاد للتوظيف. ووفقًا لمسؤولياتها في مكتب الاتحاد للتوظيف، أجرت دراسةُ حول ظروف العمل غير القانونية لصانعي القبعات والزهور الاصطناعية، وكلاهما مصدر رئيسي لعمل النساء في ذلك الوقت. انصرفت فان كليك أيضًا، من خلال شهادتها الجامعية، للعمل والدراسة في مجال الاقتصاد الاجتماعي في جامعة كولومبيا خلال ذلك الوقت. ودرست تحت إشراف الخبير الاقتصادي هنري روجرس سيغر وعالمي الاجتماع فرانكلين غيدينغس وسامويل ماكيون ليندسي، لكنها لم تكمل درجة الدكتوراه.

### مؤسسة راسل سيج
حصلت فان كليك على دعم من مؤسسة راسل سيج في عام 1907، بعد وقت قصير من إنشائها، فكان ذلك مستهل علاقة مهنية استمرت أربعين عامًا. تأسست المنظمة على يد مارغريت أوليفيا سيج بهدف دعم النشاط الاجتماعي والإصلاحات التقدمية من خلال البحث العلمي المتخصص. وتلقت فان كليك الإرشاد والتدريب من فلورنس كيلي وليليان براندت، ناشطتان قديمتان في المجال العمالي ومصلحتان اجتماعيتان، ووُظفت مباشرة في عام 1910 لقيادة لجنة عمل المرأة. بلغ راتبها المبدئي 1,500 دولار سنويًا. وكان لها دور فعال في تمرير قوانين نيويورك التي تحظر ساعات العمل الطويلة في عامي 1910 و1915. ونشرت فان كليك مع مؤسسة سيج سلسلة من الكتب بناءً على أبحاثها تحت عنوان: صُنّاع الزهور الاصطناعية (1913)، ونساءٌ في مهنة تجليد الكتب (1913)، والأجور في صناعة القبعات (1914).
وفي عام 1916، أقنعت فان كليك المؤسسة باستحداث شعبة للدراسات الصناعية برئاستها. وبصفتها مديرة للشعبة، سرعان ما أعادت تسميتها ووسعتها لتصبح قسم الدراسات الصناعية، وذاع صيتها في مجال دراسة ظروف العمل الصناعي وتوظيف المرأة في الصناعة. وأصبح قسم فان كليك منظمة معروفة بخبراتها في الصناعة والعمل، فضلًا عن تدريب طلاب الدراسات العليا وتطوير أساليب جديدة في التقصي. ووفقًا للمؤرخ غاي ألتشون، فقد تميّز عملها «بالتجريبية الدقيقة، والمراجعة الجماعية، والتعاون مع الوكالات الحكومية والخاصة».
وكثيرًا ما أوصى قسم فان كليك بإجراء إصلاحات عمالية، كإنشاء مجالس تعاونية للأجور مثلًا. وطُلب من مؤسسة سيج، أكثر من مرة، حماية قسم الدراسات الصناعية من الأعمال الانتقامية للشركات المتضررة التي وضعها القسم تحت المجهر. فحاولت شركة ريمينغتون آرمز للتصنيع، التي انتقدها قسم فان كليك في 1916 على توفير ظروف دون المستوى لعمالها، إبقاء التقرير الناتج طي الكتمان، ولكن روبرت ديفوريست، نائب رئيس المؤسسة، قابلها بالصد.
كانت فان كليك، إلى جانب إليانور روزفلت، نائب الرئيس المشارك لنادي مدينة نيويورك النسائي، الذي تأسس عام 1915. وخلال تلك الفترة، كانت حصيلة فان كليك من الدراسات العمالية والمقالات الأخرى مذهلة، وغالبًا ما كانت تعمل عن كثب مع الرابطة النسائية لنقابات العمال. فمثلًا، كتبت مقالًا نُشر في مايو 1915 على صفحات مجلة الاقتصاد السياسي تجادل فيه بأن الفتيات العاملات يجب أن يكن قادرات على الالتحاق بالدورات المدرسية المسائية دون عوائق مادية. ووجدت فان كليك أيضًا الوقت لتعمل في لجنة البطالة التابعة لعمدة نيويورك جون بّي. ميتشل. وبالإضافة إلى ذلك، أعطت سلسلة من الدورات التدريبية حول القضايا الصناعية في كلية نيويورك للأعمال الخيرية بجامعة كولومبيا من 1914 إلى 1917. وواجهت فان كليك في جامعة كولومبيا الأفكار التايلورية (المعروفة أيضًا باسم الإدارة العلمية) وسرعان ما أصبحت من مؤيديها، معتبرةً إياها «علم اجتماعي ذو إمكانات طوباوية». كانت عضوًا بارزًا في جمعية تايلور لعدة عقود.

## الحرب العالمية الأولى ومكتب المرأة
انخرطت الولايات المتحدة عام 1917 في الحرب العالمية الأولى. وكانت فان كليك في تلك المرحلة تتمتع «بسمعة تستحقها عن جدارة بصفتها واحدة من خبراء الأمة الرائدين في مجال توظيف المرأة». وأجرت فان كليك دراسات حول إمكانية توظيف النساء في مستودعات الجيش الأمريكي، بناء على طلبٍ من مجلس الصناعات الحربية وهيرمان شنايدر. فأوصت باستحداث مكتب للمرأة في وزارة الحرب، ونتيجة لذلك عيّنها الرئيس وودرو ويلسون لقيادة مجموعة جديدة تحت اسم النساء العاملات في الخدمات الصناعية، وكالةٌ فرعية تابعة لوزارة العمل. وعلى هذا النحو، أصبحت أول امرأة في الولايات المتحدة تُعين في منصب ذي سلطة في الحكومة الفيدرالية منذ بداية انخراط البلاد في الحرب العالمية الأولى. وارتأت فان كليك أن الأعداد الكبيرة من النساء اللاتي يدخلن سوق العمل جراء الحرب تجسد «حرية جديدة» للمرأة: «الحق في خدمة بلادهن من خلال مثابرتهن ليس كنساء بل كعاملات يخضعن للمعايير ذاتها التي يخضع لها الرجال، ويُكافأن بذات التعويضات أيضًا».
أصدرت مجموعة النساء العاملات في الخدمات الصناعية سلسلة من التقارير التي توثق التفاوتات في الأجور، وظروف العمل غير الآمنة، والتمييز ضد العاملات، بإجراء تحريات في 31 ولاية. وغالبًا ما قوبلت توصياتهم بالتجاهل، وفي مؤتمر أكتوبر 1918 المنعقد لمناقشة عمل المرأة الذي نظمته فان كليك، رفض وزير العمل ويليام ويلسون اتخاذ إجراءات لمعالجة عدم المساواة في الأجور. وجعلت فان كليك من أولوياتها تعيين امرأة سوداء في طاقم مجموعة النساء العاملات في الخدمات الصناعية، فعملت مع جورج هاينز لإيجاد مرشحة مناسبة. وفي النهاية، عُينت باحثة من ذوات الخبرة تدعى هيلين إيرفين، خريجة جامعة هوارد، من الصليب الأحمر.
وفي ديسمبر 1918، نشرت المجموعة تقريرًا موسعًا بعنوان معايير توظيف النساء في الصناعة. واستُخدم التقرير لاحقًا ليكون أساسًا للقانون الرائد المعروف بمعايير العمل العادل لعام 1938، والذي طبق المعايير على أماكن العمل في جميع أنحاء البلاد. أما بعد الحرب، فأصبحت مجموعة فان كليك تُعرف بمكتب الولايات المتحدة للمرأة. ووضعت فان كليك القانون الذي يسمح بهذا التحول في يونيو 1920. وفي 14 يوليو، عُينت فان كليك رئيسة للوكالة الجديدة ضمن وزارة العمل. وكان من المتوقع أن تقود فان كليك المكتب بشكل دائم، لكنها استُدعيت للمساعدة في رعاية والدتها التي تحتضر واستقالت بعد بضعة أسابيع. وعوضًا عنها، أصبحت ماري أندرسون، زميلتها وصديقتها المقربة، أول مديرة للوكالة تشغل المنصب لمدى طويل.